# Ryan Cooley
Ryan Hadison Cooley (ur. 18 maja 1988 w Ontario w Kanadzie) – kanadyjski aktor, występował w roli J.T Yorke’a w serialu młodzieżowym Degrassi: Nowe pokolenie. 
Jest synem muzyka Charliego Cooleya z kapeli Prairie Oyster.
Prace w serialu rozpoczął mając 12 lat. Stworzył postać sympatycznego J.T. Wraz z następnymi seriami jego postać dorasta, a jego życie staje się coraz trudniejsze. W celu dalszej edukacji rozstał się z serialem po 6 latach. Postać J.T. została uśmiercona. W 2006 ukończył Orangeville District Secondary School. Studiował na California State University Long Beach na wydziale aktorstwa teatralnego. W 2006 r. był nominowany do Young Artist Award w kategorii „Najlepsza rola w serialu komediowym”. Jego ulubionym sportem jest koszykówka, filmem – seria przygód agenta Jamesa Bonda, lubi słuchać Led Zeppelin.

## Filmografia
aktor
- 2007: The Tracey Fragments
- 2002: Cyberkundel (Cybermutt) jako Nino
- 2001: Degrassi: Nowe pokolenie (Degrassi: The Next Generation) jako James Tiberius 'J.T.' Yorke
- 2000: Kolor przyjaźni (Color of Friendship, The) jako Billy
- 1999–2000: I Was a Sixth Grade Alien jako Pleskit
- 1998: Wesołych Świąt, panno King! (Happy Christmas, Miss King) jako Daniel King

aktor gościnnie
- 2005: Derek kontra rodzinka (Life with Derek) jako Ron Murphy (gościnnie)
- 2000–2005: Queer as Folk jako Hank Cameron (gościnnie)
- 1999–2000: Czy boisz się ciemności? (Are You Afraid of the Dark?) jako Przybłęda (gościnnie)
- 1998–2001: Real Kids, Real Adventures jako Bud Toole (gościnnie)
- 1997–2002: Lexx jako Digby (gościnnie)